# Castets-en-Dorthe
Castets-en-Dorthe (en gascón Castèth Andòrta) era una comuna francesa situada en el departamento de Gironda, de la región de Nueva Aquitania, que el uno de enero de 2017 pasó a ser una comuna delegada de la comuna nueva de Castets-et-Castillon y al unirse con la comuna de Castillon-de-Castets.

## Demografía
| Gráfica de evolución demográfica de Castets-en-Dorthe entre 1800 y 2014 |
|                                                                         |

Los datos demográficos contemplados en este gráfico de la comuna de Castets-en-Dorthe se han cogido de 1800 a 1999 de la página francesa EHESS/Cassini, y los demás datos de la página del INSEE.
Los municipios limítrofes son Barie en el noreste, Castillon-de-Castets en el este, Bieujac en el sur, Saint-Loubert al suroeste y Saint-Pardon-de-Conques en el extremo oeste. Estos municipios se sitúan en la orilla izquierda del Garona. En la orilla derecha del Garona, se encuentran los municipios de Saint-Pierre-d'Aurillac en el extremo noroeste, Saint-Martin-de-Sescas en el norte y Caudrot en el noreste. 